# Харківський фізико-математичний ліцей № 27
Комунальний заклад «Харківський фізико-математичний науковий ліцей № 27 Харківської міської ради Харківської області» — відома харківська школа з фізико-математичним ухилом. Розташовується в старовинній будівлі XIX століття. За 100 років неодноразово змінювалось призначення будівлі, також змінювались напрямки діяльності — від торгової школи до військових курсів. Статус ліцею установі було присвоєно в 1990 році.

## Історія

### XIX століття
Будівлю № 14 на вулиці Мар'їнській було побудовано в XIX столітті. У ній мешкала баронеса А. С. Унгерн-Штенберг (Лазарева), дочка засновника Гольбергівська церкви, відомого купця Г. О. Гольберга. У 1899 році баронеса померла, і в будівлі № 14 було розташовано Харківську чоловічу гімназію № 4.

### XX століття
Будівля № 12 на вулиці Мар'їнській побудована за проєктом архітектора Бориса Миколайовича Корнієнко в 1901—1904 роках. Тут розташувалася Торгова школа взаємної допомоги прикажчиків, яка проіснувала з 1901 по 1917 рік. На початку XX століття будівлі були об'єднані прибудовою.
У довоєнні роки тут перебувала середня школа № 37.
У 1941 році будівлю було зайнято німецькими військами. Під час відступу її було підірвано, але незабаром — наново відбудовано за тим же планом. Навчальні заклади, розташовані в будівлі, часто змінювалися.
У 1963 році у Харкові була створена перша фізико-математична школа, яка й розташувалася в цій будівлі. Ініціаторами відкриття школи були член-кореспондент Академії наук УРСР, професор ХДУ Н. І. Ахієзер і доцент, а в майбутньому також професор, Ю. В. Гандель. Першим директором школи став Іван Федотович Бульба. До відкриття школи долучились також науковці-математики В. А. Марченко та Ю. І. Любіч. Першими вчителями нової школи стали викладачі та аспіранти механіко-математичного та фізико-технічного факультетів ХДУ, а наплив охочих навчатися в математичних класах в перший рік був таким, що в одну паралель набирали до семи класів, для позначення яких використали незвичайну систему нумерації (9-1, 9-2 і т. д. замість 9 «А», 9 «Б»).
У 1964 році в школі почала працювати бібліотека.
У 1990 році фізико-математична школа отримала статус ліцею.
У 1997 році було надруковано перший номер ліцейської газети «Вісник ліцею», видання якої відтоді стало традицією.

### XXI століття
У 2004 році директором було призначено І. Ю. Ненашева, відомого фізика та вчителя ліцею.
З 2008 року директором працює Єременко Ю. В. Під час її роботи директором, у 2008 році розпочався капітальний ремонт ліцею. Улітку 2008 року в кабінеті фізики сталася пожежа, практично повністю згоріли кабінети 24 та 24а, а також зал слави. Основною версією пожежі вважається займання електричної проводки. Збиток, включаючи прогорілий дах, був оцінений у 285 тисяч гривень, гроші на ремонт було вирішено виділити з резерву міського бюджету.

## Будівля
Ліцей розташовується в старовинній триповерховій будівлі — архітектурному пам'ятнику XIX століття. На фасаді ліцею розташовані меморіальні дошки Н. І. Ахієзеру (засновнику фізико-математичної школи № 27), І. Ф. Бульбі (першому директору фізико-математичної школи № 27), Б. М. Корнієнко (архітекторові будівлі).

### Зала слави
Зал слави має багато стендів з описами історія ліцею та його досягнення. У 2008 році, під час пожежі, він сильно постраждав, а стенди згоріли. Після пожежі були створено нові стенди.

### Бібліотека
На 2011 рік фонд бібліотеки налічував понад 21 тисячу примірників, із них близько 12 тисяч — підручники. Крім того є велика кількість брошур, карт, плакатів, відеоматеріалів. Щорічно ліцей виписує кілька десятків найменувань газет і журналів, як для навчального процесу, так і для різнобічного розвитку особистості.

## Структура ліцею

### Директори
| Директори                    | Директори   |
| ПІБ                          | Період      |
| ---------------------------- | ----------- |
| Бульба Іван Федотович        | 1963–1982   |
| Лободюк Тетяна В'ячеславівна | 1982–2004   |
| Ненашев Ігор Юрійович        | 2004–2007   |
| Єременко Юлія Вікторівна     | 2008–понині |

### Педагогічний колектив
У ліцеї викладають п'ять кандидатів наук і чотири Заслужені вчителі України. Один із педагогів ліцею, Ілля Маркович Гельфгат, є автором понад 20 збірок завдань, які отримали гриф міністерства освіти і науки України, а також нагороджений орденом «За заслуги» та є почесним громадянином Харкова.
| Відомі вчителі                 | Відомі вчителі | Відомі вчителі                                                |
| ПІБ                            | Звання | Посада                                                        |
| ------------------------------ | --- | ------------------------------------------------------------- |
| Раєвська Наталія Федорівна     | Заслужений вчитель УРСР (1983 р.) | Учитель російської мови та літератури Зараз у ліцеї не працює |
| Столін Аркадій Володимирович   | Заслужений вчитель УРСР (1988 р.) | Учитель математики Зараз у ліцеї не працює                    |
| Жигуліна Олександра Дмитрівна  | Заслужений вчитель України (1992 р.) | Учитель фізики Зараз у ліцеї не працює                        |
| Лободюк Тетяна В'ячеславівна   | Заслужений вчитель України (1992 р.) | Учитель фізики, перший директор ліцею Зараз у ліцеї не працює |
| Гельфгат Ілля Маркович         | Заслужений вчитель України (2001 р.), Відмінник народної освіти, кандидат фізико-математичних наук (1984 р.), повний кавалер ордена «За заслуги» (2003 р., 2009 р. і 2015 р.), почесний громадянин Харкова, Герой України (2021 р.) | Учитель фізики, керівник кафедри фізики                       |
| Юсупова Лариса Михайлівна      | Заслужений вчитель України (2002 р.) | Учитель математики Зараз у ліцеї не працює                    |
| Шаламов Руслан Васильович      | Заслужений вчитель України (2002 р.) | Учитель біології Зараз у ліцеї не працює                      |
| Харик Олена Юхимівна           | Заслужений вчитель України (2002 р.) Народний вчитель України (2013 р.) | Учитель математики, керівник кафедри математики               |
| Ліфиць Сергій Олександрович    | Заслужений вчитель України (2003 р.), повний кавалер ордена «За заслуги» (2010 р., 2015 р. і 2021 р.) | Учитель математики Зараз у ліцеї не працює                    |
| Берштейн Олександр Лазарович   | Заслужений вчитель України (2007 р.), кавалер ордена «За заслуги» ІІІ ступеня (2011 р.) | Учитель математики Зараз у ліцеї не працює                    |
| Стрельченко Неля Наумівна      | Заслужений вчитель України (2012 р.) | Учитель математики Зараз у ліцеї не працює                    |
| Ненашев Ігор Юрійович          | Заслужений вчитель України (2012 р.) | Учитель фізики Зараз у ліцеї не працює                        |
| Єременко Юлія Вікторівна       | Заслужений працівник освіти України (2015 р.), кандидат соціологічних наук (2019 р.), кавалер ордена княгині Ольги ІІІ ступеня (2021 р.)                                                                                            | Учитель математики, директор                                  |
| Козлова Світлана Вікторівна    | Заслужений вчитель України (2018 р.) | Учитель математики, заступник директора                       |
| Петракова Марина Олександрівна | Заслужений вчитель України (2020 р.), кавалер ордена княгині Ольги ІІІ ступеня (2021 р.) | Учитель фізики                                                |
| Лисакевич Анастасія Валеріївна | Заслужений вчитель України (2021 р.), кавалер ордена княгині Ольги ІІІ і II ступенів (2015 р. і 2020 р.) | Учитель математики Зараз у ліцеї не працює                    |

## Навчальний процес

### Навчання
Для учнів 3-4 класів працюють підготовчі курси.
Для вступу до ліцею потрібно скласти вступний іспит. Якщо іспит пройдено успішно, учень має пройти співбесіду з директором і вчителями, за результатами якої вони вирішують, чи буде учень прийнятий до ліцею. Також для переходу з середньої школи у старшу проводяться додаткові іспити. Зазвичай із трьох дев'ятих класів утворюються два десятих.
Навчання в ліцеї проходить з 5-го класу по 11-й. Ухил — фізико-математичний.

### Гуртки
У ліцеї проводяться гуртки з різних предметів і консультації по навчальним предметам.
Предметні:
- Історія — обговорення спірних питань на історичні теми в плані підготовки до турнірів з історії та інтелектуального розвитку.
- Цікава математика — гурток з математики, проводиться всіма вчителями даного предмета.
- Фізика — надає допомогу у вирішенні олімпіадних завдань і завдань підвищеної складності.
- Хімія — тут учні здобувають нові знання, проводять досліди.

Спортивні:
- Футбол
- Настільний теніс
- Баскетбол
- Спортивне орієнтування.

Інші:
- Журналістика — викладають журналістику і репортерську майстерність.
- Театр — гурток театральної майстерності.
- Оскар — клуб світового танцю.
- Можливості Інтернет — гурток з вивчення сучасних інформаційних технологій.

## Символи

### Кубок знань
Кубок знань — один із символів ліцею. Передається від 11 класу до 10-го.

### Друковані видання
У ліцеї видаються газета «Вісник ліцею» і журнал «Пошук».
- Вісник ліцею — офіційна газета ліцею, що виходить на Новий рік, Восьме березня, Останній дзвоник і День Вчителя. Статті до неї пишуть учні ліцею. У 2007 році газета була визнана кращою на Національному конкурсу шкільних газет[24].
- «Пошук» — науковий журнал, який видається ліцеєм. У ньому розглядаються теми математики та фізики, відомих наукових конкурсів і свят.

## Досягнення
У рейтингу шкіл Харкова, який складається газетою «Сегодня», ліцей № 27 з 2008 року чотири роки поспіль впевнено посідав перше місце за результатами тестування з математики, яке на «відмінно» проходили, відповідно, 88,6, 92,3, 96,9 і 95,5 % учнів ліцею. У 2009 році ліцей очолив список кращих шкіл міста в загальному заліку з 11 предметів.
Учні ліцею мають гарні результати на предметних олімпіадах. Так, тільки за 2008 рік 17 учнів ліцею стали переможцями Всеукраїнських олімпіад, двоє учнів стали призерами Міжнародної олімпіади з фізики. У тому ж році сім учнів ліцею отримали стипендію президента України. У 2010 році понад 20 учнів ліцею стали переможцями Всеукраїнських математичних олімпіад. Всього за час роботи ліцею з 1992 по 2011 рік його учні отримали на міжнародних олімпіадах (в основному фізичних і математичних) близько трьох десятків медалей, в тому числі і найвищі.
- У 1993—2003 роках в 11-ти Харківських відкритих турнірах юних фізиків (ТЮФ) команда ХФМЛ № 27 перемагала 10 разів.
- З 1993 по 2003 роки в 11-ти Всеукраїнських ТЮФ команда ліцею 5 разів посідала 3-е місце, 1 раз — друге місце і 5 разів ставала переможцем.
- У 1997—2002 роках призерами обласних олімпіад стали 464 ліцеїста.
- За 1991—2002 роки у Всеукраїнських предметних олімпіадах взяли участь 257 ліцеїстів, з яких 211 стали призерами і переможцями.
- З 1994 по 2000 рік 88 учнів ліцею ставали призерами Соросівських олімпіад.
- З 1992 по 2002 рік в Міжнародних предметних олімпіадах брали участь 15 ліцеїстів і всі стали призерами медалей різного ґатунку.

Команди ліцею і учні щорічно є постійними учасниками змагань, ігор, фестивалів, зокрема, загальноукраїнських турнірах юних біологів, юних винахідників і раціоналізаторів, міжнародних іграх «Кенгуру», «Левеня», турнірі ім. Ломоносова, Вінницькому турнірі чемпіонів, конкурсі-захисті науково-дослідницьких робіт МАН, обласних і Всеукраїнських етапах інтелектуальних ігор «Що? Де? Коли?», «Брейн-ринг» та інших.

## Відомі випускники
| Випускники                       | Випускники |
| ПІБ                              | Відзнаки |
| -------------------------------- | --- |
| Дрінфельд Володимир Гершоновіч   | Лауреат Філдсівської премії. |
| Левіна Ольга Вадимівна           | Багаторазова чемпіонка світу з шашок. |
| Віленкін Олександр Володимирович | Американський фізик і космолог. Спеціаліст в області теорії космічних струн і квантової гравітації, популяризатор науки. Директор інституту космології Університету Тафтса (США). Професор. |
| Семиноженко Володимир Петрович   | Український громадський і політичний діяч, науковець у галузі матеріалознавства та надпровідних матеріалів, доктор фізмат-наук, професор, академік НАН України, двічі лауреат Державної премії України в галузі науки і техніки та Міжнародної премії в галузі ядерної фізики, генеральний директор ДНУ «НТК „Інститут монокристалів“ НАН України», голова Північно-східного наукового центру НАН України, народний депутат України. |
| Сімсон Едуард Альфредович        | Професор НТУ «ХПІ». Президент АТ «Українські інформаційні системи», Лауреат Державної премії України в галузі науки і техніки. |
| Олександр Медовий                | Голова наглядової ради Kharkiv IT Cluster. Президент і CEO AltexSoft. |
| Корчин Олександр Юрійович        | Український науковець, фізик, доктор фізико-математичних наук, член-кореспондент НАН України, завідувач відділу квантової електродинаміки явищ і електродинаміки адронів Інституту теоретичної фізики ХФТІ. |
| Малєєв Олексій Вікторович        | Директор Центру розвитку ІТ-освіти, директор по технологічному підприємництву, проректор з міжнародних програм і технологічного підприємництва МФТІ. |
| Щербина Марія Володимирівна      | Українська вчена-математик. Член-кореспондент НАН України, лауреат премії НАН України імені Остроградського за серію робіт «Імовірністні задачі на групах та в спектральній теорії» (2008). |
| Лисакевич Анастасія Валеріївна   | Математик, вчителька вищої категорії, кавалер ордена Княгині Ольги ІІІ ступеня. У 2009 році стала срібною призеркою міжнародної математичної олімпіади, що проходила у м. Беремен (Німеччина). |